# Alegeri în Republica Moldova
Alegerile din Republica Moldova au loc la fiecare patru ani și sunt de două tipuri: locale și generale. Drept de vot au aproximativ 2,5 milioane de cetățeni. Nu votează însă cetățenii din stânga Nistrului. 
În alegerile generale (sau parlamentare ori legislative) sunt aleși cei 101 membrii ai Parlamentului. Parlamentul Republicii Moldova este ales pentru patru ani prin vot proporțional, pe liste.
În alegerile locale, electoratul este chemat la urne să-și aleagă primarii, în număr de aproape 900, tot atâtea consilii locale și cele 32 de consilii raionale și două municipale, Chișinău și Bălți. Candidații care nu obțin majoritatea participă la un al doilea tur de scrutin, desfășurat la două săptămâni după data desfășurării primului tur. Pentru validarea alegerilor este necesară participarea a cel puțin 25% din alegători.

## Prezența la alegeri

Prezidențiale 1991
Parlamentare 1994
Locale 1995
Prezidențiale 1996 (turul I)
Prezidențiale 1996 (turul II)
Parlamentare 1998
Locale 1999
Republican Consultativ 1999
Parlamentare 2001
Locale 2003
Parlamentare 2005
Locale 2007
Parlamentare 2009
Parlamentare anticipate 2009
Republican Constituțional 2010
Parlamentare 2010
Locale 2011
Parlamentare 2014
Locale 2015
Prezidențiale 2016 (turul I)
Prezidențiale 2016 (turul II)
Parlamentare Proporționale 2019
Parlamentare Uninominale 2019
Republican Consultativ 2019 (întrebarea 1)
Republican Consultativ 2019 (întrebarea 2)
Locale 2019
Prezidențiale 2020 (turul I)
Prezidențiale 2020 (turul II)
Parlamentare 2021
Locale 2023
Prezidențiale 2024 (turul I)
Prezidențiale 2024 (turul II)
Republican Constituțional 2024

## Rezultatele alegerilor

### Alegerile parlamentare (1994–)

1994
1998
1998 (cu alianță)
2001
2005
2005 (cu opoziție unită)
Aprilie 2009
Aprilie 2009 (cu opoziție unită)
Iulie 2009
Iulie 2009 (cu alianță)
2010
2010 (cu alianță)
2014
2014 (cu alianță)
Proporționale 2019
Uninominale 2019
2021

### Alegerile prezidențiale (1991–)

1991
1996 (turul I)
1996 (turul II)
2000 (încercarea 1)
2000 (turul I)
2000 (turul II)
2000 (încercarea 2)
2001
2005
Mai 2009 (încercarea 1)
Mai 2009 (încercarea 2)
Noiembrie 2009 (încercarea 1)
Decembrie 2009 (încercarea 2)
2011
2012
2016 (turul I)
2016 (turul II)
2020 (turul I)
2020 (turul II)
2024 (turul I)
2024 (turul II)

### Alegerile locale pentru consiliile raionale/județene (1995–)

1995
1999
2003
2007
2011
2015
2019
2023

### Referendumuri (1994–)

Republican Consultativ 1999
Republican Constituțional 2010
Republican Consultativ 2019 (întrebarea 1)
Republican Consultativ 2019 (întrebarea 2)
Republican Constituțional 2024